# Живописная Россия (журнал)
«Живопи́сная Росси́я» — еженедельный (с 1904 г. издавался дважды в месяц) иллюстрированный журнал, выпускавшийся товариществом М. О. Вольф в 1901—1905 гг. Редактор — Павел Матвеевич Ольхин.
Как сказано в издательской аннотации, вестник «отчизноведения», истории, культуры, государственной, общественной и экономической жизни России. Журнал был назван в честь одноименного 19-томника «Живописная Россия», издававшегося М. О. Вольфом, а затем его наследниками (в 1881—1901 гг.). Роскошное общероссийское иллюстрированное издание для массового читателя, по типу «Нивы», «Живописного обозрения», «Всемирной иллюстрации» «Родины», «Огонька» и тому подобных изданий.
Постоянным разделом журнала был «Временник Живописной России», имевший самостоятельную пагинацию.
«Живописная Россия» ставила перед собой целью всестороннее изучение языка, культуры, искусства и экономики России. Основные рубрики журнала «Географические и путевые очерки», «Исследования русской земли» и «Очерки русских городов». Фотографии журнала изображали быт малых народностей Российской империи. Среди поднятых журналом тем: взаимоотношения Русской православной (никонианской) церкви и старообрядчества. Как и другие консервативные издания, «Живописная Россия» в обилии публиковала на своих страницах очерки о представителях царствующей династии и крупнейших дворянских родов России. На страницах журнала нашли отражение события Первой русской революции и русско-японской войны. В конце 1905 года в журнале появилась политическая карикатура. Журнал отличался хорошей полиграфией. Иллюстративный материал включал репродукции картин, гравюр крупнейших художников начала XX века.
Сотрудниками журнала «Живописная Россия» были такие маститые авторы, как Балакирев М. А., Засодимский П. В., Платон Краснов, Красножён М. Е., Марков Е. М., Мордовцев Д. Л. и мн.др.
С 1904 г. в качестве приложения к «Живописной России» и журналу «Новый мир» издавалась «Иллюстрированная хроника войны „Нового мира“ и „Живописной России“».